# Tahr

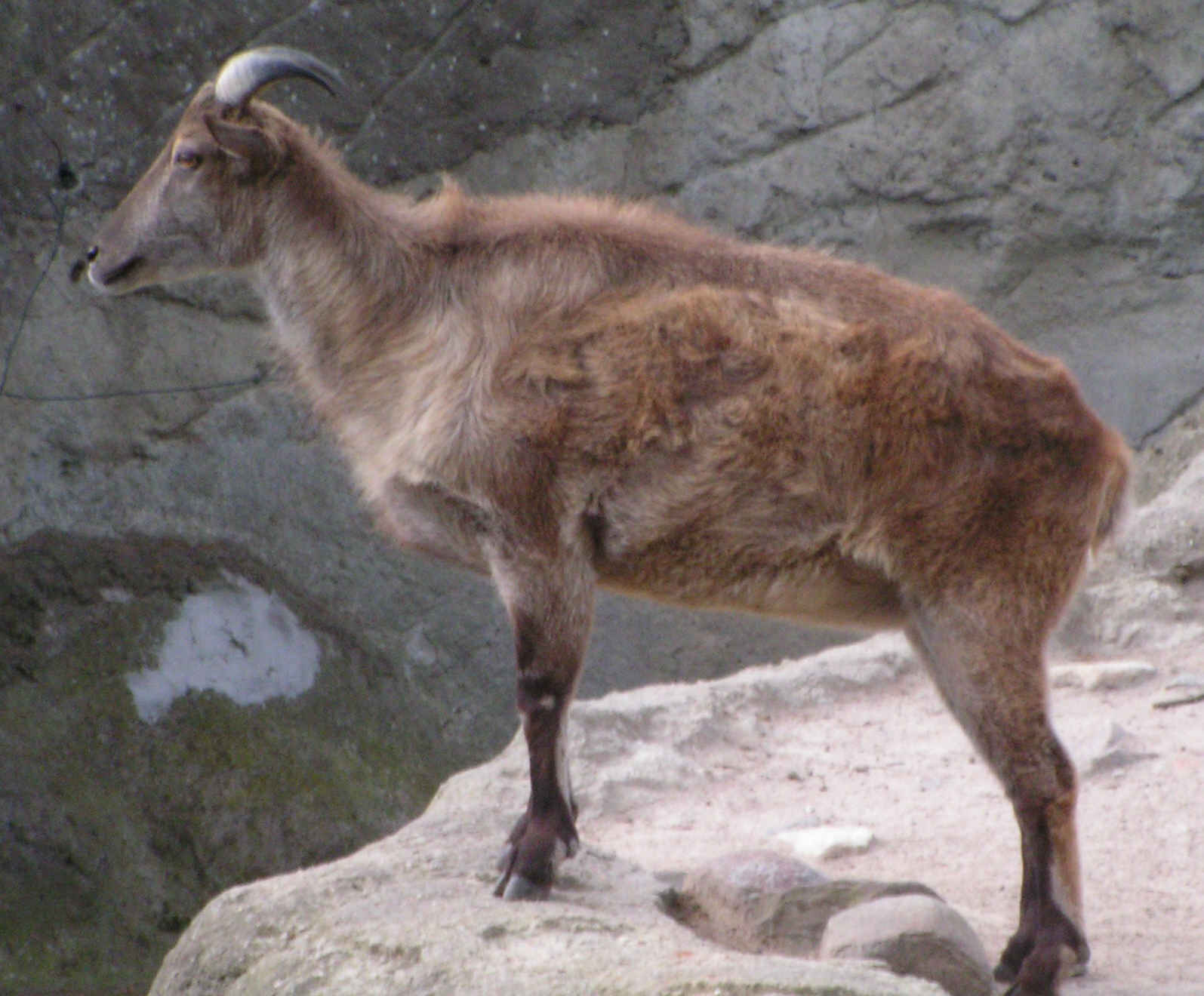
Tahr do Himalaia.

Tahrs são três espécies de mamíferos ungulados asiáticos relacionados às cabras-selvagens. Até recentemente as três espécies eram consideradas pertencentes a um único gênero, Hemitragus. Estudos genéticos comprovaram  que as três espécies de Tahrs não são tão relacionadas como pensava-se até então. Agora são consideradas como membros de três gêneros separados; Hemitragus é agora reservado ao tahr-himalaio;  Nilgiritragus  para o tahr-de-Nilgiri; e Arabitragus para o tahr-árabe.

## Características
Se alimenta durante a manhã, passa por um longo período de descanso, e então se alimenta novamente durante a tarde. Tahrs geralmente não são ativos nem se alimentam durante a noite, e podem ser encontrados nos mesmos locais durante a manhã e a tarde. 

## Espécies
- Hemitragus jemlahicus
- Arabitragus jayakari
- Nilgiritragus hylocrius